# Pantaleonstor

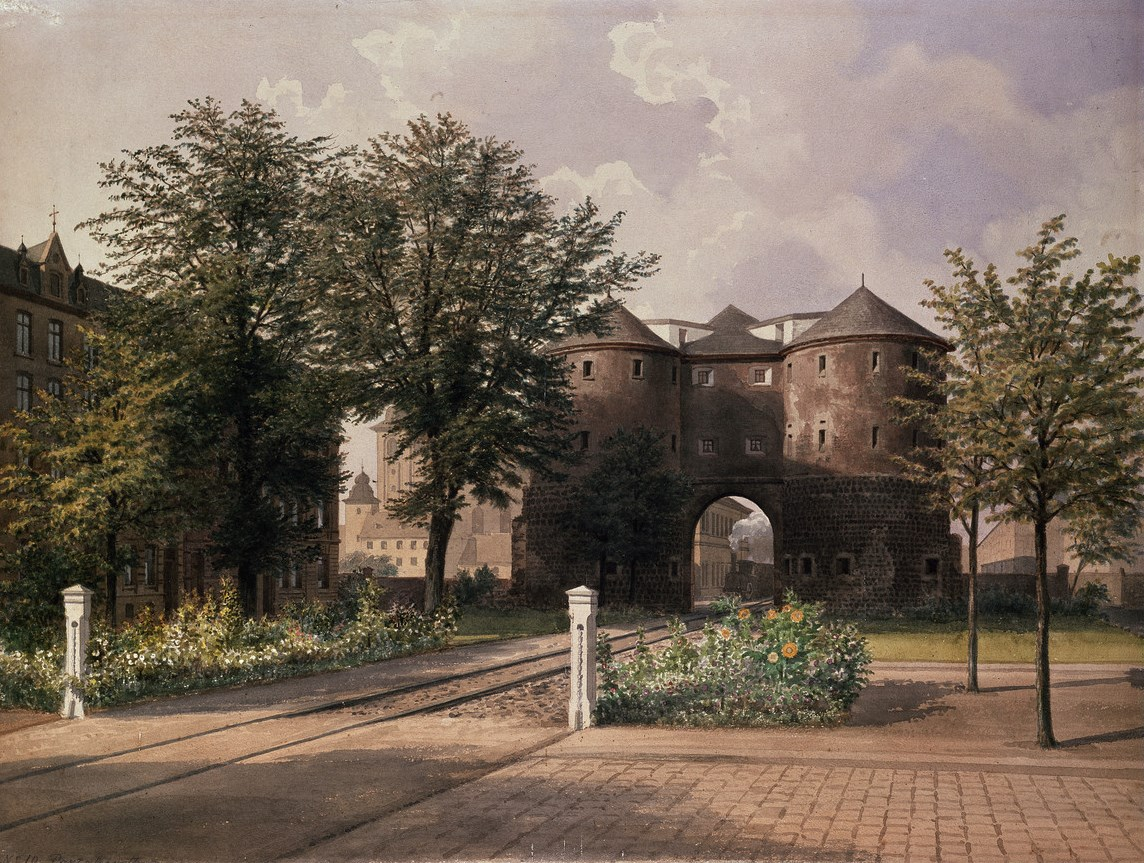
Pantaleonstor – Gemälde von Jakob Scheiner (1887)

Das Pantaleonstor war ein Stadttor in Form eines Doppeltors innerhalb der Kölner Stadtmauer. Sein Standort befand sich in der Kölner Altstadt-Süd, Waisenhausgasse/Pantaleonswall.

## Entstehungsgeschichte
Das Pantaleonstor („Porta Sancti Panthaleonis“) wurde nach der nahegelegenen Kirche St. Pantaleon benannt, wo bereits am 19. Oktober 965 Erzbischof Bruno von Köln beigesetzt worden war. Das Pantaleonstor war ein baulicher Teil der Kölner Stadtbefestigung und wurde erstmals 1211 erwähnt. Es diente – wie die anderen Stadttore – als Durchgang in die und aus der ummauerten Stadt. 1289 umschloss es samt Stadtmauern die „Villa Sancti Pantaleonis“. Zwei berühmte Stadtansichten stellen das spätmittelalterliche Pantaleonstor dar. Die Kölner Stadtansicht von 1531 des Anton Woensam und die Kölner Stadtansicht von 1570 des Arnold Mercator. Letztere zeigt elf Tore, die die Stadt zur Landseite hin öffneten. Das Doppelturmtor mit Halbrundtürmen und Schalen bestand aus einem viergeschossigen Mittelbau, dessen Flankentürme dreigeschossig errichtet waren. Die gestelzten Rundbogenportale besaßen eine kreuzgratgewölbte Durchfahrt.
Der Wächter auf dem Pantaleonstor erhielt im Jahre 1475 für 16 Wochen ein Kerzengeld von 16 Mark, da zu jener Zeit wegen des Neusser Kriegs das Wachbedürfnis als sehr hoch einzustufen war. Das Tor führte nicht auf eine der großen Ausfallstraßen der Stadt, sondern diente wie das benachbarte Bachtor als lokaler Ein- und Ausgang, der allerdings nur wenig benutzt wurde. Deshalb wurde der Hauptdurchgang um 1528 zugemauert, nur ein kleiner Eingang blieb bis 1842 offen.

## Eisenbahntor

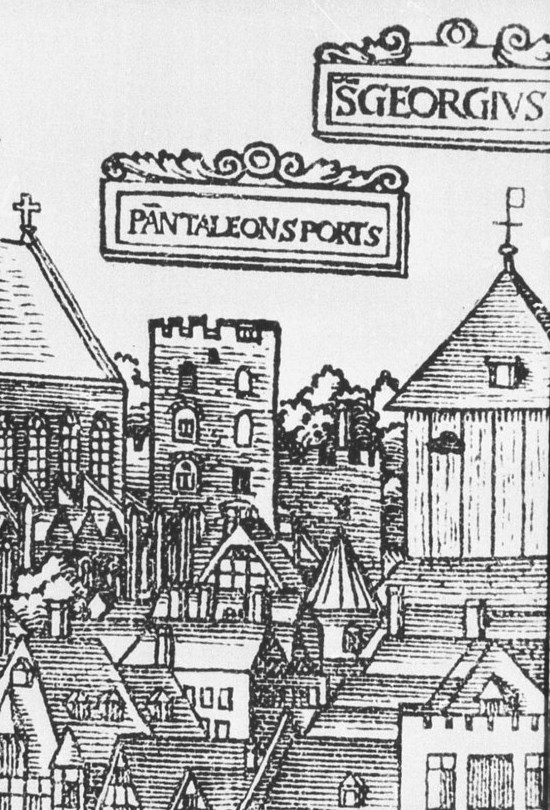
Pantaleonstor – Detailansicht aus der Stadtansicht von Anton Woensam (1531)
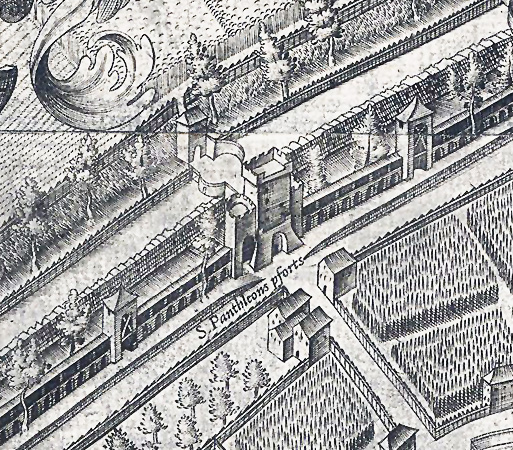
Pantaleonstor – Kölner Stadtansicht von 1570 des Arnold Mercator (1570)
Pantaleonstor mit Tenderlokomotive der RhE (um 1860–1870)
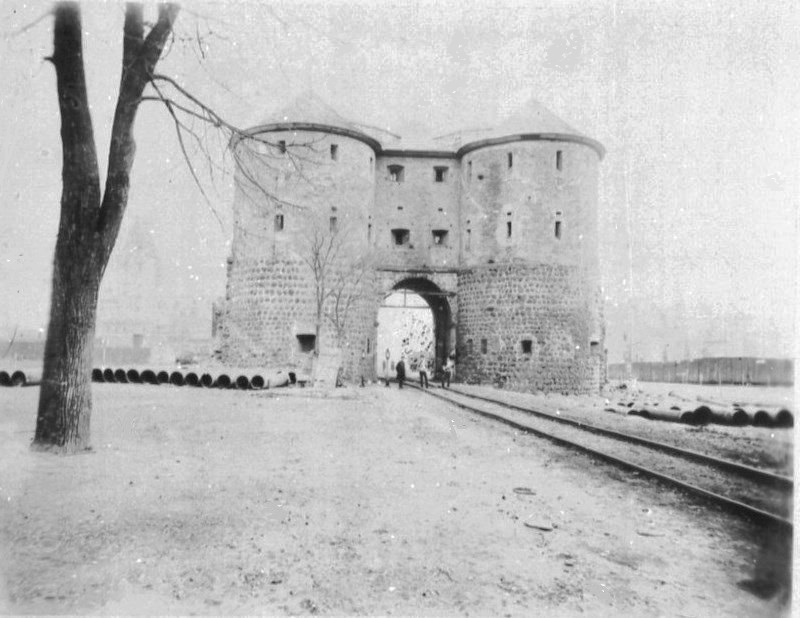
Pantaleonstor – Feldseite, Graben verfüllt (um 1883)
Pantaleonstor mit einfahrendem Zug (Mitte oben) und Bahnhof (links), um 1860
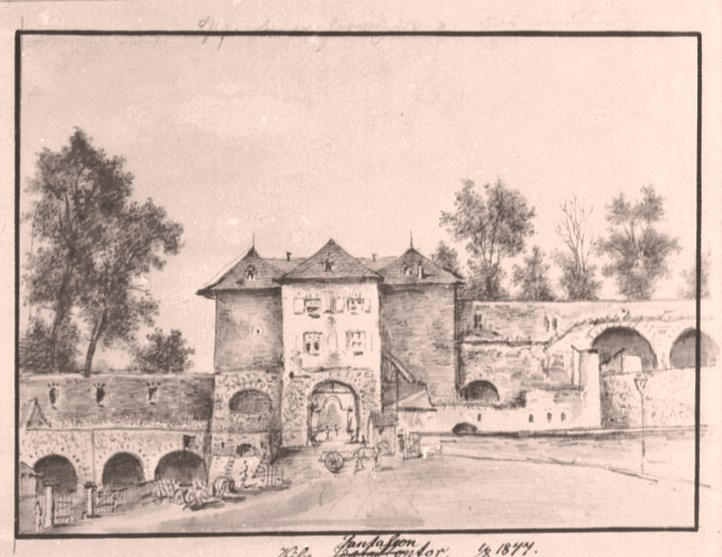
Pantaleonstor – Stadtseite (Zeichnung von Heinrich Adolf Meier vom 1. August 1877)
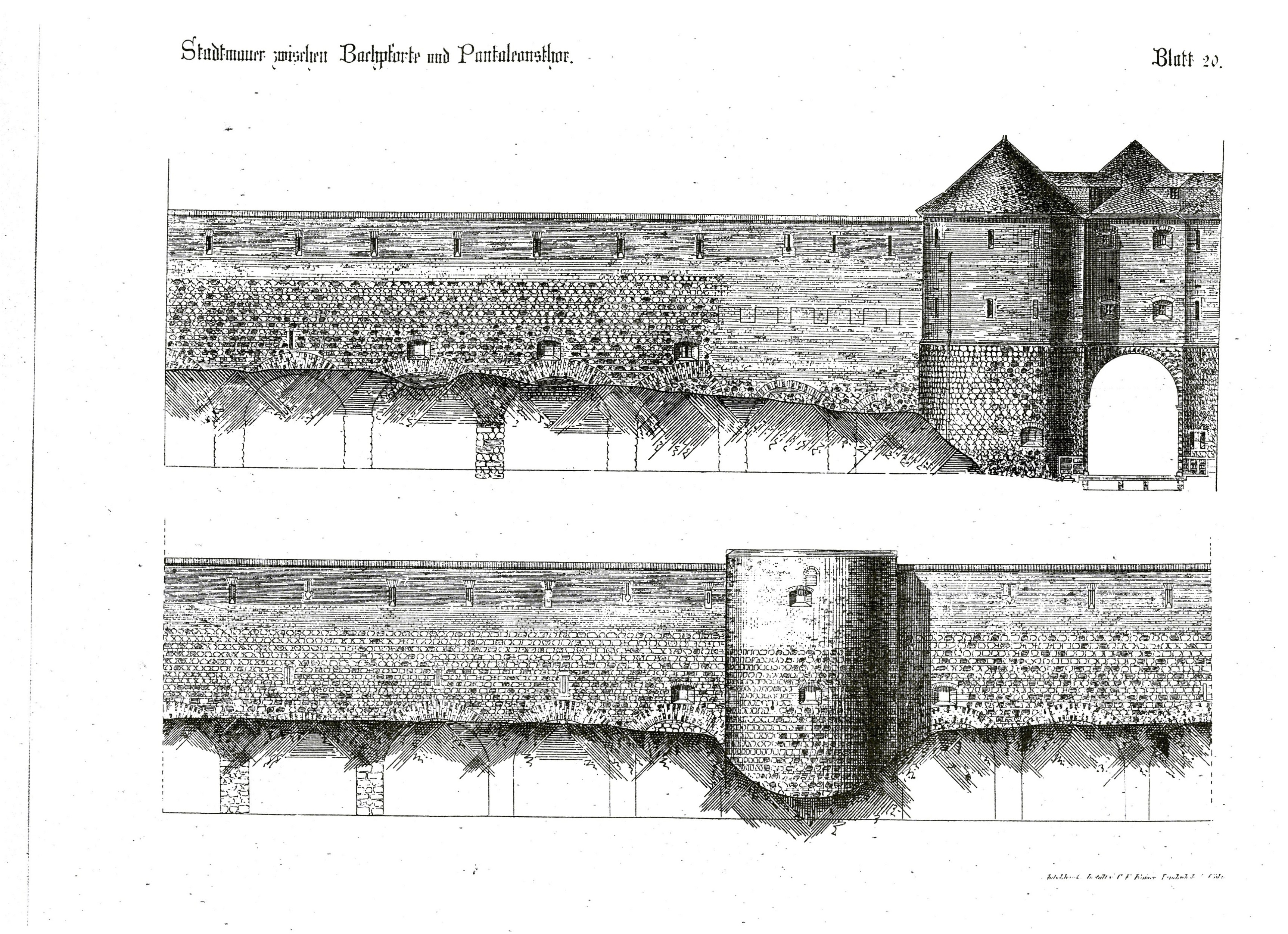
Stadtmauer zwischen Bachpforte und Pantaleonstor (aus: C. F. Kaiser, Cölner Thorburgen und Befestigungen: 1180–1882, 1884, Blatt 20)

Nachdem am 6. Juli 1840 die Bonn-Cölner Eisenbahn ihre Lizenz erhalten hatte, wurde das Tor wiedereröffnet. Denn es war geplant, die Eisenbahnlinie von Bonn aus durch das Tor zu führen, in dessen unmittelbarer Nähe der „Pantaleonsbahnhof“ („Am Trutzenberg“) als Kopfbahnhof (in der Nähe des heutigen Barbarossaplatzes) entstand. Es handelte sich um den ersten Bahnhof Kölns. Zu diesem Zweck errichtete die Eisenbahngesellschaft eine zum Tor führende Holzbrücke, die den Höhenunterschied zwischen Tor und Umgebung ausglich. Am 3. Februar 1844 fuhr ein erster dampfgetriebener Zug hindurch, die offizielle Eröffnung fand am 15. Februar 1844 statt. Die Strecke wurde stark frequentiert, denn bereits im April 1844 zählte man 50.000 Passagiere, im September 1844 bereits 80.000. Für die 29 Kilometer brauchte die Eisenbahn lediglich 45 Minuten, für die damaligen Verhältnisse eine hervorragende Zeit.

## Abriss
Nachdem die Stadt Köln am 5. Mai 1881 die Stadtmauer für 11,8 Millionen Mark vom preußischen Militärfiskus erworben hatte, begann im Juni 1881 der Abriss der alten Stadtmauern; nur wenige sollten als Denkmal erhalten bleiben. Der Pantaleonszwinger wurde gemäß Vertrag vom 20. November 1882 abgerissen, das Pantaleonstor folgte zusammen mit dem Bahnhof nach dessen Außerbetriebnahme am 25. Mai 1894. Das gleiche Schicksal der Niederlegung erlitten zuvor das Schaafentor (abgebrochen 1882), Bachtor (1883) und Weyertor (1889).